# 産業法
産業法（さんぎょうほう）は、各種産業に関して規制を行う行政法規の総称。工業、農業、林業、水産業、電気通信、金融等の各種産業について、数多くの行政法規が定められている。なお、広義には、競争法や消費者法、知的財産法も含まれる。